# Niihama (Ehime)
Niihama (新居浜市 Niihama-shi?) es una ciudad localizada en la prefectura de Ehime, Japón. En junio de 2019 tenía una población estimada de 116.548 habitantes y una densidad de población de 497 personas por km². Su área total es de 234,50 km².

## Etimología
Al momento de crearse los Distritos (郡 Gun?), la región comprendida entre las actuales ciudades de Saijo y Niihama fue incorporada al Distrito de Kamino (神野郡 Kamino-gun?) y la capital fue ubicada en la actual Ciudad de Saijo. A fines del Período Nara la capital fue trasladada hacia el este, en cercanías de Niihama, denominándolo Shinkyo (新居?). Así la costa que se extiende al norte fue conocida como Niihama (新居浜?), pasando a ser el nombre del distrito en reemplazo de Kamino.

## Características
Se encuentra en la zona central de la región de Shikoku, entre las ciudades de Shikokuchuo al este, y Saijo al oeste. Hacia el norte se extiende el mar Interior de Seto y hacia el sur se extiende la Cadena Montañosa de Shikoku (que la separa de la Prefectura de Kochi) y entre ellas se extiende la Llanura de Niihama. La Ruta Nacional 11 (comparte la mayor parte de su trayecto con la Ruta Nacional 192) que la atraviesa en sentido este-oeste separa a la ciudad en zona alta (hacia el sur) y zona baja (hacia el norte). La zona baja a su vez se la suele dividir en zona este y zona este a partir del Río Kokuryo.
Anteriormente la Villa de Besshiyama era una localidad independiente, pero en el 2003 fue absorbida. El actual distrito de Besshiyama se encuentra incrustada en la zona montañosa del sur, a unos 30 km del centro. Se encuentra atravesada en sentido oeste-este por el Río Dozan.
En su momento había muchas islas en la zona costera, pero debido a trabajos de relleno se ha transformado en una zona contigua y en la actualidad, la Gran Isla de Nii (新居大島 Nii-Ooshima?) es la única que subsiste.
Su desarrollo se basó en la explotación de la Mina de Bronce de Besshi, de la lindante Villa de Besshiyama (fue absorbida y actualmente es parte de la Ciudad de Niihama) y posteriormente en los materiales no ferrosos, maquinaria industrial e industrias químicas. El grupo de empresas Sumitomo fue en gran parte responsable del progreso de la ciudad y es una de las pocas ciudades industriales del área del Mar Interior de Seto y es habitualmente denominada "Capital Industrial-Niihama". 
También es conocida por el Festival de Taiko de Niihama (新居浜太鼓祭り Niihama Taikomatsuri?) que se lleva a cabo todos los años en el mes de octubre.

## Historia
- 1973: el 3 de noviembre de 1937 se forma la ciudad por la fusión del Pueblo de Niihama (新居浜町 Niihama-chō?) y las villas de Kaneko (金子村 Kaneko-mura?) y Takatsu (高津村 Takatsu-mura?). En su momento tenía una superficie de 8.39 km² y una población de 32,254 habitantes.
- 1953: el 3 de mayo absorbe las villas de Habu (垣生村 Habu-mura?), Ooshima (大島村 Ooshima-mura?), Takihama (多喜浜村 Takihama-mura?) y Kozato (神郷村 Kōzato-mura?). En su momento tenía una superficie de 43.42 km² y una población de 73,671 habitantes.
- 1955: el 31 de marzo absorbe los pueblos de Izumikawa (泉川町 Izumikawa-chō?) y Nakahagi (中萩町 Nakahagi-chō?), y las villas de Funaki (船木村 Funaki-mura?) y Oojoin (大生院村 Oojōin-mura?). En su momento tenía una superficie de 161.35 km² y una población de 101,870 habitantes.
- 1956: el 28 de septiembre la zona occidental de Oojoin pasa a formar parte de la Ciudad de Saijo, por lo que su superficie se reduce a 142.04 km² y su población alcanzaba los 106,421 habitantes.
- 1959: el 1° de abril absorbe el Pueblo de Sumino (角野町 Sumino-chō?), lo que da lugar a la desaparición del Distrito de Niihama (新居郡 Niihama-gun?). En su momento tenía una superficie de 157.41 km² y una población de 120,863 habitantes.
- 2003: el 1° de abril absorbe la Villa de Besshiyama del Distrito de Uma. En su momento tenía una población de 127,982 habitantes.

## Geografía

### Localidades circundantes
- Prefectura de Ehime
  - Saijō
  - Shikokuchūō
- Prefectura de Kōchi
  - Ino
  - Ōkawa

## Demografía
Según los datos del censo japonés, esta es la población de Niihama en los últimos años.
| 1995    | 2000    | 2005    | 2010    | 2015    |
| ------- | ------- | ------- | ------- | ------- |
| 128.236 | 125.814 | 123.952 | 121.735 | 119.903 |

## Clima
El clima es mediterráneo, y se decía que era una zona que escapaba a los efectos negativos de la naturaleza. Pero en el 2004 una lluvia intensa provocó derrumbes de importancia. Durante el invierno en la zona sur se puede llegar a acumular nieve, pero en la zona llana esto ocurre una vez en varios años.

## Actividad comercial
- Ability Center
- Ichimiya Unyu
- Urban Mets

## Accesos

### Autopista
- Autovía de Matsuyama
  - Intercambiador Niihama

### Rutas
- Ruta Nacional 11
- Ruta Nacional 192

### Ferrocarril
- Línea Yosan
  - Estación Takihama
  - Estación Niihama
  - Estación Nakahagi

### Puerto
- Puerto de Niihama

## Personas ilustres
- Kenji Fukuda – exfutbolista
- Nana Mizuki – seiyū y cantante
- Shinji Sogō – 4.° director general de Ferrocarriles Estatales de Japón (actual Japan Railways)

## Relaciones internacionales

### Ciudades hermanadas
- Dezhóu, China – desde noviembre de 1997